# Pad
Pad (latinsko Padus in Eridanus; italijansko Po; starodavno ligursko Bodincus ali Bodencus; starogrško Πάδος in Ἠριδανός) je reka, ki teče proti vzhodu po severni Italiji. Pad teče bodisi 652 km ali 682 km – glede na dolžino desnega pritoka Maira. Izviri reke Pad spomladi pronicajo iz kamnitega pobočja pri Pian del Re, ravninskega dela na koncu doline Val Po pod severozahodno steno Monvisa (Kotijske Alpe). Pad se konča z delto, ki štrli v Jadransko morje blizu Benetk. Odmaka površino 74.000 km², od katerih je 70.000 km² v Italiji, od teh 41.000  km² v gorskih okoljih in 29.000  km² na ravnici. Pad je najdaljša reka v Italiji, na najširšem mestu je razdalja 503 m. Pad se razteza vzdolž 45. severnega vzporednika.
Reka teče skozi več pomembnih italijanskih mest: Torino, Piacenza in Ferrara. Z Milanom je povezana z mrežo kanalov, imenovanih navigli, ki jih je pomagal načrtovati že Leonardo da Vinci. Blizu konca svoje poti reka ustvari široko delto (z več sto majhnimi kanali in petimi glavnimi, ki se imenujejo Po di Maestra, Po della Pila, Po delle Tolle, Po di Gnocca in Po di Goro na južnem delu, kjer je Comacchio, območje, ki slovi po jeguljah). Dolina reke Pad je bila ozemlje rimske Cisalpske Galije, razdeljena na Cispadansko Galijo (južno od reke Pad) in Transpadansko Galijo (severno od reke Pad).
Reka je podvržena hudim poplavam. Zato je več kot polovica njene dolžine omejena z argini ali nasipi. Naklon doline se zmanjša z 0,35 % na zahodu do 0,14 % na vzhodu. Obstaja 450 stoječih jezer.
Za Pad je značilen velik pretok (le nekaj rek daljših kot 1.000 km ima pretok slabši ali enak kot Pad).

## Geografija

### Potek
Izvir reke Pad se nahaja v Piemontu v pokrajini Cuneo v Kotijskih Alpah, natančno v Pian del Re (občina Crissolo) ob vznožjem Monte Viso (3841 m), pod veliko skalo z napisom, ki označuje njen izvir. Zelo bogat prispevek nešteto drugih izvirov omogoča, da steče divja v dolino.
Od tu dalje teče po ravninah in po samo dvajsetih kilometrih doseže mesto Saluzzo. V tem delu tok reke bogatijo različni pritoki, ko na kratko vstopi skozi pokrajino Torino. V Torinu je reka, kljub temu da je potovala le sto kilometrov od izvira, že široka 200 m in ima povprečni pretok že blizu 100 m³ / s.
S potekom proti vzhodu doseže skrajne obronke Monferrata, kjer se v dolini pri Vercelli okrepi s pomembnimi pritoki, kot sta Dora Baltea in Sesia. V nadaljevanje teče proti jugu, nato pa še naprej okrog Monferrata na desni, v pokrajino Alessandria, skozi mesti Casale Monferrato in Valenza. Tudi tukaj služi kot regionalna meja med Piemontom in Lombardijo in že na začetku dobi veličastne razsežnosti.
Blizu Bassignana reka teče proti vzhodu in dobi močan pritok reke Tanaro, njen glavni pritok z desne. Po tem sotočju Pad, ki je zdaj močan po obsegu (nad 500 m³ / s), priteče v Lombardijo, v pokrajino Pavia. Samo nekaj kilometrov južno od mesta Pavia reka dobi pritok Ticina, njenega glavnega pritoka po količini vode, zaradi česar je od tod dalje plovna do ustja (zdaj z več kot 900 m³ / s) tudi z večjimi čolni.
Po tem sotočju reke je tok nekaj kilometrov mejno območje med Lombardijo in Emilijo-Romanjo, teče skozi večja mesta, kot sta Piacenza in Cremona, v pokrajino Mantova, ki prejme večje alpske pritoke Adda, Oglio in Mincio in številne druge manjše reke, ki prihajajo iz Apeninov, in poveča svoj pretok na več kot 1500 m³ / s.
Končno priteče na področje Ferrare, kjer reka "visi" na meji med Benečijo (pokrajina Rovigo) in Emilijo-Romanjo, v zgodovinski regiji Polesine.
Tu reka začne svojo široko delto (380 km²) in se deliti na pet glavnih vej (Po di Maestra, Po della Pila, Po delle Tolle, Po Po di Gnocca in Po di Goro) in 14 ustij; dodatna sekundarna veja (Po di Volano), ki teče skozi mesto Ferrara, je sedaj izključena. Velika reka nato priteče v Jadransko morje in prečka ozemlja, ki pripadajo občinam Ariano nel Polesine Goro, Porto Tolle, Cuttack in Porto Viro.
Delta reke Pad je bila zaradi svoje velike okoljske vrednosti, razglašena za svetovno dediščino UNESCA.
Na svoji poti po ravnicah je reka Pad pogosto razdeljena na več vej in tvori več rečnih otokov, od katerih je (razen tistih v ustju), največji Isola Serafini, ki se nahaja v bližini izliva Adde v Castelnuovo Bocca d'Adda. Obsega približno 10 kvadratnih kilometrov v občini Monticelli d'Ongina.
Na splošno Pad prečka (od izvira do izliva) 13 pokrajin: Cuneo, Torino, Vercelli in Alessandria (v Piemontu), Pavia, Lodi, Cremona in Mantova (v Lombardiji), Piacenza, Parma, Reggio Emilia in Ferrara (v Emiliji - Romanji) in Rovigo (v Venetu). 183 je obalnih občin (ki se reke tudi dotikajo), in spadajo v navedenih 13 pokrajin.

### Dolina reke Pad
Velika dolina okoli reke Pad se imenuje Padska nižina ali Padska dolina (italijanska Pianura Padana ali Val Padana). Sčasoma je postala glavno industrijsko območje v državi, v kateri je leta 2002 živelo več kot 16 milijonov ljudi ali približno ⅓ prebivalstva Italije.
Dve glavni gospodarski dejavnosti sta značilni za nižino, to je industrija in kmetijstvo, obe enako pomembni. Industrijski središči, kot sta Torino in Milano, se nahaja na višjem terenu, stran od reke. Obe se opirata na številne hidroelektrarne v ali na bokih Alp in termoelektrarne na premog ali nafto, ki uporabljajo vodo iz Padske nižine kot hladilno sredstvo. Odtok iz severa poteka skozi več velikih, slikovitih jezer. Potoki so zdaj pod nadzorom številnih jezov, ki upočasnijo hitrost sedimentacije rek, ki povzročajo geološke probleme. Ekspanzivna, vlažna in rodovitna poplavna ravnica je rezervirana predvsem za kmetijstvo in je predmet nenadnih poplav, čeprav je skupna količina vode manjša kot je bila v preteklosti in manjša od povpraševanja. Glavni kmetijski pridelki so žita, vključno z - nenavadno za Evropo – rižem, ki zahteva obilno namakanje. Slednja metoda je glavni porabnik površinske vode, medtem ko za industrijo in za človeško prehrano uporabljajo podzemno vodo.

### Delta reke Pad

#### Zaščiteno območje
Mokrišča delte reke Pad so zaščitena z dvema regionalnima parkoma v regijah, v katerih se nahaja: Benečija in Emilija - Romanja. Regijski park Delta reke Pad v Emiliji-Romanji je največji in je sestavljen iz štirih parcel na desnem bregu reke Pad in na jugu. Z zakonom ustanovljen leta 1988, ki ga upravlja konzorcij Consorzio per la gestione de Parco, kateremu pripadata tudi pokrajini Ferrara in Ravena in devet komun: Comacchio, Argenta, Ostellato, Goro, Mesola, Codigoro, Ravena, Alfonsine in Cervia. Izvršilni organ sestavljajo predsedniki pokrajin in župani. Za izvajanje zakona imajo Tehnično-znanstveni odbor in svet Parka. Leta 1999 je bil park vpisan na seznam Unescove svetovne dediščine in dodan k »Ferrara, mesto renesanse in njena delta reke Pad«. 53,653 ha parka obsega mokrišča, gozdove, sipine in soline. Ima visoko biotsko raznovrstnost s 1000-1100 rastlinskimi vrstami in 374 vretenčarjev, od tega 300 vrst ptic.

#### Aktivna delta
Pomemben del delte, ki štrli v Jadran med Chioggia in Commacchia, vsebuje kanale, ki se dejansko povezujejo z morjem, zato se ta del imenuje aktivna delta, za razliko od fosilne delte, ki vsebuje kanale ne priključujejo Pada v Jadran (a so nekoč ga). Aktivna delta je nastala leta 1604, ko je mesto Benetke preusmerilo glavni tok, Veliki Pad (Po grande ali Po di Venezia), od njegovega kanala severno od Porto Viro v kanal južno od Porto Viro, in ga poimenavali Taglio di Porto Viro (odrezani Porto Viro). Namen je bil, da se ustavi postopno premikanje Pada proti beneški laguni, ki bi jo napolnjeval sediment in jo sčasoma zasul. Naknadno je zrastlo mesto Taglio di Po okoli tega obvoza. Zapornica Volta Grimana je zaprla stari kanal, zdaj Po di Levante teče v Jadran skozi Porto Levante.
Pod Taglio di Po leži Parco Regionale Veneto, eden del parka Parco Delta del Po, ki obsega najnovejše krake reke Pad. Krak Pad di Gnocca sledi na jugu, Pad di Maestra na sever v Porto Tolle. Pri Tolleju dolvodno od Po di Venezia se razdeli v Po delle Tolle na jug in Po della Pila na sever. Nekdanji izhodi pri Bonelliju. Slednji se spet ločuje pri Pili v Busa di Tramontana na sever in Busa di Scirocco proti jugu, medtem ko glavni tok Busa Dritta, vstopi v Punta Maistro in končno mimo Pila svetilnika.
Kljub opredelitvi uprave parka da je začetek aktivne delt v Porto Viro, obstaja drug aktiven kanal višje od njega na Santa Maria v Punta, kjer se reka Pad deli v Po di Goro in Po di Venezia.

#### Fosilna delta
Fosilni Pad je regija brez aktivnih kanalov iz reke Pad do morja. Začne se gorvodno od Ferrare. Reka Pad trenutno teče severno od Ferrare in je pravzaprav posledica preusmeritve pri Ficarolo leta 1152, v upanju, da se zaščiti pred poplavami okolica Ravene. Preusmeritveni kanal je bil sprva imenovan Po di Ficarolo. Reka Pad je pred tem sledila Po di Volano, ki ni več priključen na Pad, in je potekal na jugu Ferrare in jo zapustil v bližini Volana. V rimskih časih ni bil izhod tam, ampak je tekel na jug kot Padus Vetus ("stari Pad") na izhod blizu Commacchia, iz katerega pa po delu Po di Primaro do izhoda blizu Ravene.
Pred letom 1152 razširitev današnje delte proti morju približno 12 km, ni obstajala. Celotna regija od Ravenne do Chioggia je bila močno močvirna, kar pojasnjuje, zakaj je bila rimska cesta Via Aemilia zgrajena med Riminijem in Piacenzo in se ni začela v smeri proti severu.

## Geologija
Sredozemska kotlina je depresija v zemeljski skorji, ki jo je povzročil zdrs afriške plošče pod evrazijsko ploščo. V geološki zgodovini je bila depresija napolnjena z morsko vodo pod različnimi geološkimi imeni, kot je ocean Tetis. V zadnjem obdobju miocenske epohe je v Messiniju (7-5 mio let pred sedanjostjo) Mesinska kriza saliniteta povzročila sušenje v Sredozemlju in znižanje morske gladine pod prag ob Gibraltarski ožini, zato se je ravnovesje med izhlapevanjem in polnitvijo premaknilo v korist izhlapevanja. V tistem času sta bila Padska nižina in Jadranska depresija enoten sistem kanjonov globokih tisoč metrov. Na jugozahodu so Apenini mejili na zemeljsko maso imenovano Tyrrhenis. Njihova orogeneza se je v miocenu pravkar zaključila. Na severu je Alpidska orogeneza že ustvarjala Alpe.
Na koncu Messinija je ocean prodrl preko police in ponovno napolnil Sredozemlje. Jadranska trasgresija (dvig morja) je nastala vse do severne Italije. V poznejšem pliocenu so sedimenti predvsem iz Apeninov napolnili nižino in srednji Jadran do globine 1000 m do 2.000 m, in 2.000 m do 3.000 m pri izlivu reke Pad, z žepi globokimi okoli 6.000 m. Na začetku pleistocena je bila dolina polna. Cikli transgresije in regresije so se v dolini in Jadranu ponavljali.
Iz pleistocena je menjava morskih in aluvialnih sedimentov prišla daleč proti zahodu do Piacenza. Natančne sekvence na različnih lokacijah so natančno preučili. Očitno morje napreduje in odteka nad dolino skladno z ravnotežjem med sedimentacijo in glaciacijo ali recesije v 100.000-letnih intervalih in nihanjem morske gladine za 100 do 120 m. Začetek po zadnjem glacialnem maksimumu pred približno 20.000 leti je dvignil Jadran do točke kot pred približno 5500 leti.
Od takrat je bila delta Pada podvržena progradaciji (je vertikalno in lateralno – glede na bazen ali morje – napredovanje facij in nastane kadar je donos materiala večji od akomodacije – obalna linija se premika v morje). Stopnja progradacije obalnih območij med 1000 pred našim štetjem in 1200 n. št. je 4 m / leto. Človeški vplivi pa so prinesli spremembe v ravnotežju v sredini 20. stoletja tako, da se celotna obala severnega Jadrana zdaj niža. Benetke, ki je bile prvotno zgrajene na otokih ob obali, so najbolj ogrožene zaradi pogrezanja, vendar je učinek viden tudi v delti reke Pad. Vzroki so najprej zmanjšanje hitrosti sedimentacije zaradi ustavljanja usedlin za jezovi hidroelektrarn in namerno izkopavanje peska iz rek za industrijske namene. Tudi uporaba reke v kmetijstvu je obremenjujoča; v času največje porabe tok v mestih skoraj presahne, kar povzroča lokalno trditve. Posledica je zmanjšanega toka je vdor slane vode v vodonosnike in obalno podtalnico. Evtrofikacija stoječih voda in potokov zaradi nizkega pretoka narašča. Dolina se seseda zaradi odstranitve podtalnice.

## Človeški vplivi

### Onesnaževanje
Vedno nagnjena k megli, je nižina predmet gostega smoga zaradi industrijskih emisij v zrak, predvsem iz Torina.
V letu 2002 mesto Milano ni imelo čistilne naprave. Kanalizacija je šla prek kanalov neposredno v Pad, zaradi česar jih je opomnila tudi European Environment Agency. Od leta 2005 vse odplake iz Milana obdelajo v treh različnih čistilnih napravah v Nosedu, San Roccu in Peschieri Borromeo. Vse tri naprave lahko skupaj predelajo odplake od več kot 2,5 milijona prebivalcev.
V letu 2005 je voda reke Pad vsebovala "neverjetne" količine benzoilekgonina, ki se izloča ob uporabniki kokaina v urinu. Na podlagi teh podatkov je bila poraba kokaina ocenjena na približno 4 kg na dan ali 27 odmerkov na dan na tisoč mladih odraslih na področjih okoli reke, kar je skoraj trikrat več od prejšnjih ocen.
24. februarja 2010 je bila reka Pad onesnažena z razlitjem nafte iz rafinerije v Villasanti skozi Lambro. Tiskovna agencija Agenzia Nazionale Stampa Associata ocenjuje, da se je razlilo okoli 600.000 litrov.
In 2002, the city of Milan had no sewage treatment plant. The sewage went through channels directly into the Po, for which the European Environment Agency cited the city.[1] Since 2005, all sewage from Milan is treated in three different plants in Nosedo, San Rocco and Peschiera Borromeo. The three plants can collectively treat the sewage from over 2.5 million inhabitants equivalent. [11]

### Upravljanje z vodnimi viri
Do leta 1989 so vodne vire upravljali na regionalni ali lokalni ravni. Glavni organ v spodnjem delu Pada je Magistrato alle Acque di Venezia, prvič nastal v 16. stoletju v Beneški republiki. Ta organ sprejema vse odločitve v zvezi z rabo spodnje toka reke. Večina dela delte je še vedno v Benečiji.
Leta 1907 je v okviru Kraljevine Italije agencija Magistrato alle Acque prevzela odgovornost za vse vodne vire v severovzhodni Italiji. Trenutno je decentralizirana institucija Ministrstva za javna dela, ki ima predsednika, in ga imenuje vodja države in Svet ministrov. Njen sedež je v Benetkah. Njena domena je upravljanje in varovanje vodnega sistema v Benečiji, Mantovi, Trentu, Bolzanu in Furlaniji-Julijski krajini.
Leta 1989 v odgovor na večje geološke težave ob reki nastal Zakon št. 183/89, sprejet po odobritvi odbora (Autorità di Bacino del fiume Po), ki bo usmerjal dejavnosti v zvezi z vsemi vodnimi viri v Padski nižini. Sedež je v Parmi od njegove ustanovitve leta 1990.
V letu 2009 je odbor za vode sprožil načrt za upravljanje s porečjem v skladu z direktivo Evropske unije o vodah 2000/60 / ES . Načrt vključuje več načrtov upravljanja z vodami in poplavno ogroženostjo. Izvedenih bo več kot 60 ukrepov za dvig in okrepitev nasipov, povečanje naravnih površin za zadrževanje, urejen izkop sedimentov, urejene hidromorfološke značilnosti, povečano območje mokrišč, pogozdovanje, renaturacija, spodbujanje biotske raznovrstnosti in spodbujanje rekreacije, med drugim.

### Jezovi
Pri vasi Isola Serafini v občini v Monticelli d'Ongina, provinca Piacenza, je 362 m dolg, 20 m visoka jez, z enajst 30 m odprtinami z navpičnimi dvižnimi vrati, ki prečka Pad. Devet vrata je 6,5 m visokih in dve 8 m za namene čiščenja sedimenta. Pretočno polje na desni gre skozi hidroelektrarno s 4 generatorji 76 MW. Pretočno polje je povezno z obvoznim kanalom, ki oklepa 12 km zanko Pada. 85 m dolga in 12 m široka je pot za ladje, predvsem za tovorne ladje. Povprečni pretok na jezu je 854 m³ / s, z največ 12.800 m³ / s.

### Pritoki
Pad ima 141 pritokov, med njimi (D z desne, L z leve):
Pellice (L), Varaita (R), Maira (R), Dora Riparia (L), Stura di Lanzo (L), Malone (L), Orco (L), Dora Baltea (L), Sesia (L), Tanaro (R), Scrivia (R), Agogna (L), Ticino (L), Versa (R), Lambro (L), Trebbia (R), Nure (R), Adda (L), Arda (R), Taro (R), Parma (R), Enza (R), Oglio (L), Mincio (L), Secchia (R), Panaro (R).
Reno (R) je bil pritok reke Pad do sredine osemnajstega stoletja, ko je bil tok preusmerjen zaradi zmanjšanja tveganja uničujočih poplav.

## Zgodovina
Reka Pad je prva zagotovo identificirana pri grško-rimskih zgodovinarjih in geografih pozne Rimske republike in zgodnjega Rimskega cesarstva, dolgo po tem, ko je bila dolina zaporedoma zasedena od prazgodovinskih in zgodovinskih narodov: Ligurcev, Etruščanov, Keltov, Venetov, Umbrijcev in Rimljanov. Pri tem poznem datiranju antičnih avtorjev so poskušali razložiti izvor imena. Morda je prvi izmed njih, Polibij  (2. stoletje pred našim štetjem), uporabljal Pados (v grščini) in rekel, da ga je treba opredeliti z Eridanos pesnikov. Poleg tega so ljudje deželo imenovali Bodencus.
Ime je členjeno kot Bod-encus ali Bod-incus, pripona je značilnost antičnega ligurskega jezika severne Italije, južne Francije, Korzike in drugod.
Plinij starejši je največ povedal o Padusu v njegovem času. Herodot je izrazil dvom o obstoju reke v Evropi, Eridanos, ki naj bi tekla v severno morje, in rekel, od koder je prišel jantar. Verjel je, da je grško ime (obstaja tudi druge reke Eridanos v Grčiji), "izumil nek pesnik ", vendar ne domneva o tem, kje bi bila. Plinij poudarja, da je Eridanos v njegovem času nepravilno označen Padus. On ne ve, kdaj in kako, ampak kot Herodot, krivi pesnike. Od tam naj bi prišel jantar. Faeton, sin sonca, ki ga je zadela strela in spremenila v topol in je vsako leto izločal solze, kar je vir jantarja (mit Pavzanija). Izražanje presenečenja nad nepoznavanjem pesnikov, Plinij pravi, da »ne more biti nobenega dvoma, da je jantar produkt otokov severnega oceana (Baltsko morje)« in atributi njegove uvedbe v Padski nižini do Venetov, zadnji člen na trgovski poti na sever preko Panonije in Nemčije.
Plinij (Hist. Nat., iii. 122) daje tudi ligursko ime reke Pad kot Bodincus, ki ga prevaja kot 'brez dna'. Koren bod- je splošno analiziral tako, da vsebuje osnove predindoevropskega *bhu(n)d(h)- videno v sanskrtu budhnah in avestansko buna- 'spodaj', grško pythmen 'temelj', latinsko fundus 'spodaj'. Beseda Bodincus se nanaša na ime kraja Bodincomagus, ligursko mesto na desnem bregu reke Pad dolvodno od današnjega Torina.

## Mitologija
Reka Pad je pogosto enačena z reko Eridanos ali Eridanus v grški mitologiji. Ta mitološka reka je soimenjak ozvezdja Eridan.

## Mostovi preko reke Pad
- Železniški most v Piacenzi
- Most čez Pad v Cardè
- Most Vittorio Emanuele III. V zgodovinskem centru San Mauro Torinese
- Ponte della Becca
- Železniški most na progi Milano-Bologna pri Piacenzi
- Ponte della Gerola
- Most čez Pad imenovan "Cavalieri Templari" pri Moncalieri
- Most Regina Margherita v Torinu
- Most Umberto I. v Torinu viden na desni strani Pada